# 키르타
키르타는 전설적인 후리 왕(재위:기원전 1500~기원전 1490)이었다. 그는 미탄니 제국을 창건하였다고 생각된다. 그러나 그의 시대의 기록은 발견되지 않았다.
우가리트의 점토판의 서사시는 키르타의 왕가의 거의 멸족의 이야기를 말해준다. 그의 아이들은 모두 죽고 아내는 떠났다.
꿈에 나타난 조물주 엘이 그에게 우신 바알의 도움을 호소하라고 지도하였다. 그 후 새로운 아내를 찾기 위해 원정을 떠났다. 그는 아셰라 여신의 사원으로 갔다. 그는 여신에게 금으로 된 우상을 만들 것을 약속하고 아내를 발견하였다. 키르타는 여러 아이를 얻었지만 그는 아셰라 여신과의 약속을 잊었다. 아셰라는 키르타 병으로 처벌하였지만 엘은 다시 구원하러 왔다. 그의 다른 아이들은 행복하게 그를 왕좌로 돌려놓았다. 그러나 장남 야시브는 그것을 넘보고 키르타는 그를 처형하였다.
| 전 대 - | 제1대 미탄니 국왕 기원전 1500~기원전 1490 | 후 대 슈타르나 1세 |

## 같이 보기
- 미탄니